# كيت أنتوني
كيت أنتوني (بالإنجليزية: Kate Anthony)‏ هي ممثلة بريطانية، ولدت في 11 أبريل 1964 في ليدز في المملكة المتحدة.

## أعمال

### مسلسلات
- شارع كورونيشن

## وصلات خارجية
- كيت أنتوني على موقع IMDb (الإنجليزية)
- كيت أنتوني على موقع قاعدة بيانات الفيلم (الإنجليزية)